# 鳥面龍 (蒙古)
鳥面龍，又名蘇娃蒙古古鳥，是一屬很像鳥類的獸腳亞目恐龍，生存於上白堊紀的蒙古。鳥面龍屬於阿瓦拉慈龍科，這是一群小型的虛骨龍類，特徵是其強壯而專門用來挖掘的前臂。模式種是沙漠鳥面龍（S. deserti，亦稱沙漠鳥或沙漠鳥龍），屬名在蒙古語意為「鳥」（шувуу）。

## 化石發現
鳥面龍的化石是於1998年在烏哈托喀及Tögrögiin Shiree兩個地方發現。這兩個地方的地層被認為是屬於7500萬年前的。同時期的恐龍包括有迅猛龍及原角龍。

## 古生物學
鳥面龍是小型及輕巧的動物，身長約只有60公分長，是已知最小型的恐龍之一。頭顱骨亦很輕巧，有修長的頜部及微小的牙齒。鳥面龍在非鳥類的獸腳亞目中頗為獨特，牠的上頜可以作出脫離腦殼的獨立動作。
鳥面龍的後肢很修長，而腳趾很短，可見牠有奔跑的能力。前肢卻很短及強壯。雖然鳥面龍原先被認為其前肢只有一指，且有大型指爪，但新的標本顯示有退化的第二指及第三指。鳥面龍可能利用前肢來挖開昆蟲（如白蟻）的巢，而細長的靈活嘴部則用來吸食昆蟲。螞蟻及一些白蟻類是在白堊紀演化出現。

## 羽毛
鳥面龍是第4種有直接證據的有羽毛恐龍。模式標本被小型、空心、管狀的結構所包圍，就像是現今鳥類羽毛的羽軸。雖然這些結構已嚴重變質及保存較差，但生物化學的研究顯示這些結構包含了會衰變的β角蛋白，明顯地缺乏α角蛋白。β角蛋白可以在所有鳥類及爬行動物的外皮細胞中發現，而只有鳥類羽毛是完全沒有α角蛋白的。這些發現顯示鳥面龍應該是覆蓋一層羽毛的。

## 大眾文化
鳥面龍出現在探索頻道的節目《恐龍星球》（Dinosaur Planet）的第一集，被一隻迅猛龍追捕，最後成為一隻偷蛋龍的食物。

## 外部連結
- Shuvuuia in the Dino Directory
- 恐龍博物館──鳥面龍